# Justin Patton
Justin Nicholas Patton (ur. 14 czerwca 1997 w Riverdale) – amerykański koszykarz występujący na pozycji środkowego. 
W 2015 roku wystąpił w meczu gwiazd amerykańskich szkół średnich – Derby Classic.
3 kwietnia 2019 opuścił zespół Philadelphia 76ers. 13 sierpnia podpisał umowę z Oklahomą City Thunder.
24 stycznia 2020 trafił w wyniku wymiany do Dallas Mavericks. Następnego dnia został zwolniony. 26 czerwca zawarł kontrakt z Detroit Pistons. 19 listopada trafił w wyniku wymiany do Los Angeles Clippers. Pięć dni później opuścił klub.
19 lutego 2021 podpisał kontrakt z Houston Rockets na występy zarówno w NBA, jak i zespole G-League – Rio Grande Valley Vipers. 3 kwietnia został zwolniony.

## Osiągnięcia
Stan na 6 kwietnia 2021, na podstawie, o ile nie zaznaczono inaczej.
NCAA
- Uczestnik turnieju NCAA (2017)
- Debiutant roku:
  - NCAA (Kyle Macy Award – 2017 według CollegeInsider.com)
  - konferencji Big East (2017)[12]
- Zaliczony do:
  - I składu debiutantów:
    - NCAA – Kyle Macy Freshmen All-America Team (2017 przez CollegeInsider.com)
    - Big East (2017)

  - II składu Big East (2017)
- Liderem konferencji Big East w skuteczności (67,6%) rzutów z gry (2017)[13]